# ماریو پرازولو
ماریو پرازولو (به ایتالیایی: Mario Perazzolo) بازیکن فوتبال و اهل ایتالیا است که از سال ۱۹۳۶ میلادی عضو تیم ملی فوتبال ایتالیا بوده و در ۸ بازی ملی حضور داشته‌است. او در بازی‌های ملی‌اش گلی به ثمر نرساند.
ماریو پرازولو آخرین بازی ملی خود را در سال ۱۹۳۹ میلادی انجام داد.